# (1793) Zoya
(1793) Zoya es un asteroide que forma parte del cinturón de asteroides y fue descubierto por Tamara Mijáilovna Smirnova el 28 de febrero de 1968 desde el Observatorio Astrofísico de Crimea, Naúchni.

## Designación y nombre
Zoya se designó al principio como 1968 DW.
Posteriormente, se nombró en honor de la heroína de guerra soviética Zoya Kosmodemyanskaya (1923-1941).

## Características orbitales
Zoya está situado a una distancia media del Sol de 2,224 ua, pudiendo acercarse hasta 2,007 ua. Su excentricidad es 0,09732 y la inclinación orbital 1,508°. Emplea en completar una órbita alrededor del Sol 1211 días.